# Плавание на летних Олимпийских играх 1896 — 100 метров вольным стилем
Соревнования по плаванию на 100 метров вольным стилем среди мужчин на летних Олимпийских играх 1896 прошли 11 апреля. Приняли участие 10 спортсменов из четырех стран.

## Призёры
| Золото                | Серебро              | Бронза |
| Альфред Хайош Венгрия | Отто Хершман Австрия | —      |

## Соревнование
| Место | Спортсмен                  | Результат  |
| ----- | -------------------------- | ---------- |
| 1     | Альфред Хайош (HUN)        | 1:22,2 OR  |
| 2     | Отто Хершман (AUT)         | 1:22,8     |
| 3-10  | Георгиус Аннинос (GRE)     | Неизвестен |
| 3-10  | Гарднер Уильямс (USA)      | Неизвестен |
| 3-10  | Эфстатиос Хорафас (GRE)    | Неизвестен |
| 3-10  | Александрос Хрисафос (GRE) | Неизвестен |
| 3-10  | 4 неизвестных грека (GRE)  | Неизвестен |